# Ogaș

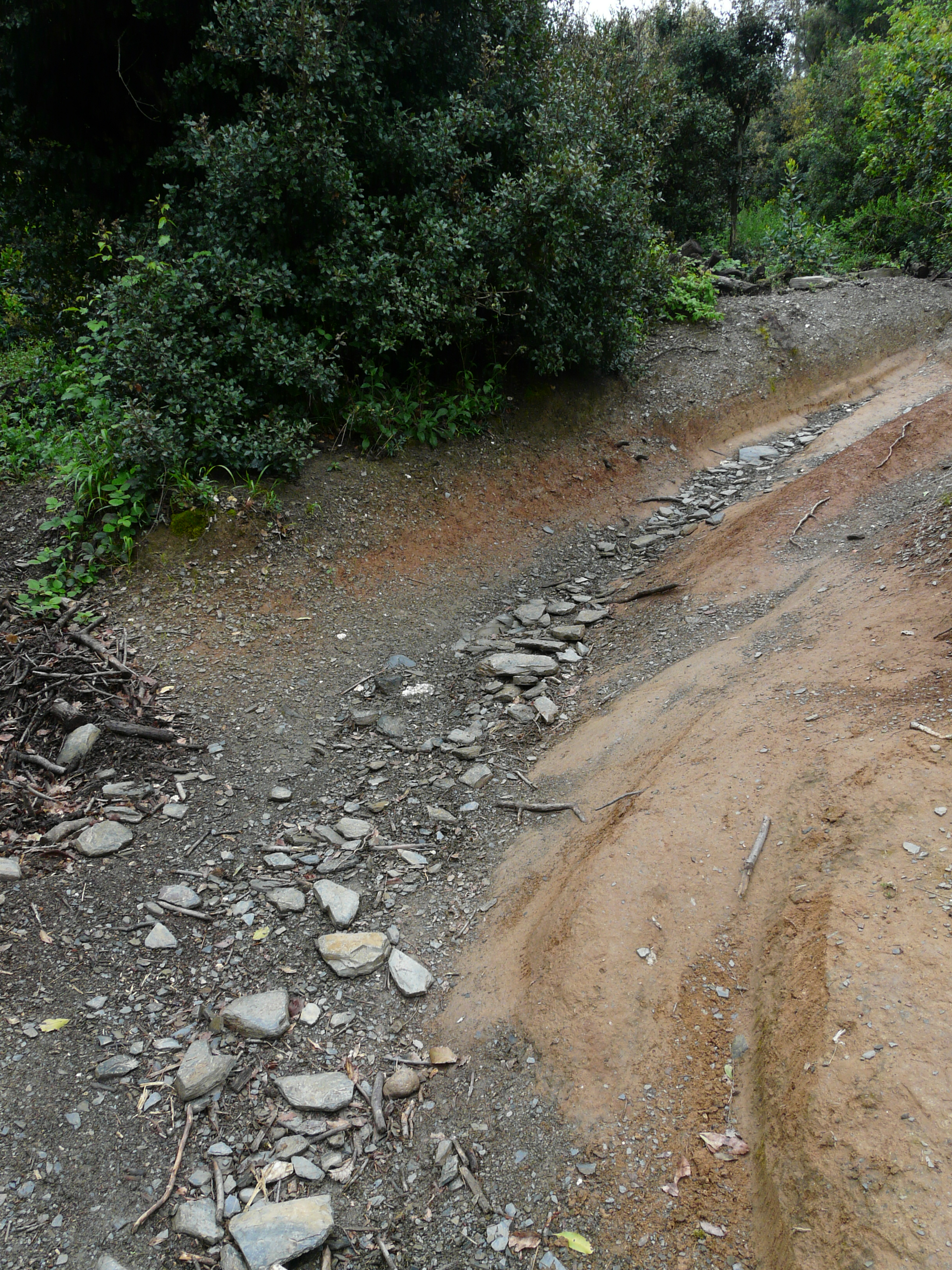

Ogașul este un curs de apă temporar, cu dimensiuni mai mici decât ale unui torent. În unele zone sunt denumite ogașe și cursurile de apă de dimensiunea torentelor.
Un ogaș apare ca o formațiune a eroziunii de adâncime neramificată, caracterizată prin lungime relativ mare, adâncime între 0,5 și 3 m, iar lățimea de 0,5 - 8 m. Talvegul ogașului este aproape paralel cu suprafața terenului.
Pe terenurile agricole de eroziune se pot întâlni trei forme ale eroziunii de adâncime, listate în ordine crescătoare a dimensiunilor: rigole, ogașe și ravene.
Unele zone din Munții Retezat au fost afectate din cauza ogașelor săpate de copitele oilor. Astfel, s-a produs o puternică eroziune a solului care a favorizat formarea unui torent. Aceasta a dus la alunecări de teren și la degradarea terenurilor în zonă.
În zona Reșiței, termenul „ogaș” desemnează și un loc strâmt între dealuri, cu drum amenajat pentru trecere.

## Legături externe
- „ogaș” la DEX online